# Aphistogoniulus sanguinemaculatus
Aphistogoniulus sanguinemaculatus är en mångfotingart som först beskrevs av Filippo Silvestri 1897.  Aphistogoniulus sanguinemaculatus ingår i släktet Aphistogoniulus och familjen Pachybolidae. Inga underarter finns listade i Catalogue of Life.